# Fayodia gracilipes
Fayodia gracilipes är en lavart som först beskrevs av Max Britzelmayer, och fick sitt nu gällande namn av Bresinsky & Stangl 1974. Fayodia gracilipes ingår i släktet Fayodia och familjen Tricholomataceae.   Inga underarter finns listade i Catalogue of Life.